# Głos z tamtego świata
Głos z tamtego świata – polski dramat filmowy z 1962 roku w reżyserii Stanisława Różewicza na podstawie scenariusza jego brata Tadeusza i Kornela Filipowicza. Jest to historia lekarza-oszusta (Kazimierz Rudzki), który manipuluje ludźmi, udając, że nawiązuje kontakt z zaświatami.

## Fabuła
Akcja filmu obraca się wokół trzech kobiet żyjących w Krakowie: samotnej staruszki Anny Kotulińskiej, która jest świadoma bliskiego końca jej życia i chce nawiązać kontakt ze zmarłym mężem; telefonistki Stanisławy Edelman, porzuconej przez swego narzeczonego i poszukującej nowej miłości życia; wreszcie młodej Urszuli Choberskiej, cierpiącej nieuleczalnie na paraliż nóg. Każda z tych trzech kobiet przyjmuje pomoc lekarza-szarlatana Zenona Aksamitowskiego, który za pośrednictwem swej współpracownicy Wiktorii Habryk obiecuje kontakt z zaświatami i spełnienie marzeń pacjentek. Współpraca między Aksamitowskim a Habryk układa się do momentu, kiedy ona odmawia "usypiania" Kotulińskiej za pomocą leków. Pacjentki przeżywają zbyt późno dla nich rozczarowanie metodami Aksamitowskiego. Anna popada w rozpacz, nie uzyskuje pomocy milicjantów, którzy uważają ją za chorą umysłowo, domagając się zwrotu depozytu, który pozostawiła u Aksamitowskiego, w końcu zostaje przez niego otruta. Stanisława, wbrew zapewnieniom lekarza o jej odmłodnieniu, na balu przebierańców zostaje odrzucona przez adoratora, gdy tylko zdejmuje maskę. Urszula również nie pozbywa się paraliżu nóg i załamuje się psychicznie.  Aksamitowski unika odpowiedzialności i bezkarnie wyjeżdża wraz z kochanką Jolą z Krakowa.

## Obsada aktorska

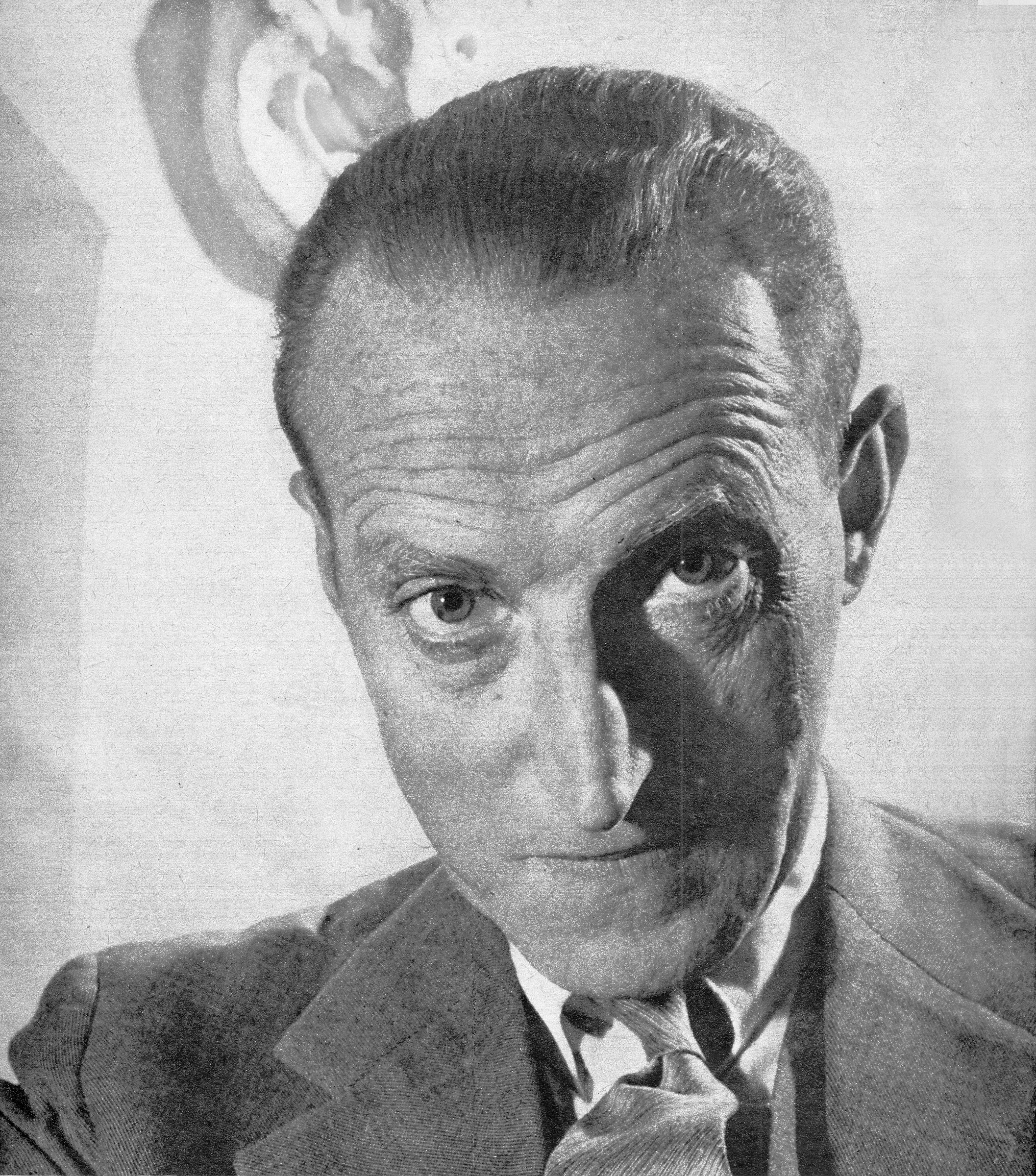
Kazimierz Rudzki

- Kazimierz Rudzki – Zenon Aksamitowski
- Wanda Łuczycka – Wiktoria Habryk
- Tatiana Czechowska – rejentowa Anna Kotulińska
- Danuta Szaflarska – telefonistka Stanisława Edelman
- Krystyna Feldman – Hela Fabiańczykowa
- Zdzisław Mrożewski – profesor Choberski, ojciec Urszuli
- Maria Homerska – Choberska, matka Urszuli
- Marta Lipińska – Urszula Choberska
- Barbara Modelska – Jola, kochanka Aksamitowskiego
- Bolesław Płotnicki – Barański
- Elżbieta Osterwa – Barańska
- Helena Dąbrowska – kwiaciarka w barze[3][1]

## Produkcja
Bracia Rózewiczowie znaleźli inspirację do Głosu z tamtego świata w sztuce Jules’a Romains’a Knock, czyli triumf medycyny, ale też w autentycznej notatce prasowej. Scenariusz do filmu miał wszelako charakter kreacyjny. Współscenarzysta Tadeusz Różewicz, pracujący ówcześnie w spółce scenopisarskiej „Miczura-Film”, chciał zademonstrować stałą podatność ludzi na oszustwa tego samego pokroju. Reżyserią zajął się Stanisław Różewicz, który po raz pierwszy w swoim filmie wykorzystał oszczędną muzykę skomponowaną przez Wojciecha Kilara. Zdjęcia kręcono w Krakowie, Łodzi i Warszawie.

## Odbiór
Głos z tamtego świata spotkał się ze spolaryzowanym odbiorem. Początkowo film uznawano za rozczarowujący, lecz cenili go krytycy pokroju Konrada Eberhardta i Aleksandra Jackiewicza. Jackiewicz nazywał Stanisława Różewicza „samotnym, upartym artystą, który miał rację”. Eberhardt podkreślał, że szarość przenikająca świat filmu „jest istotną cechą stylu Różewicza” i wyrazem jego artystycznej konsekwencji. Marek Hendrykowski podkreślał już po zmianie ustroju, że Głos z tamtego świata traktuje o społecznej wierze w istoty nadprzyrodzone, która nawet w PRL-u była wciąż pożądana: „Szereg ofiar Aksamitowskiego wręcz »pragnie« być nie tyle oszukanymi, co oszukiwanymi. Ich szara egzystencja domaga się kogoś nadzwyczajnego i wyposażonego w nadnaturalne moce, kto stworzy im iluzję świata innego niż ten, który ich otacza”.

## Nagrody
| Rok  | Festiwal/Instytucja                             | Nagroda                                          | Odbiorca                         |
| ---- | ----------------------------------------------- | ------------------------------------------------ | -------------------------------- |
| 1962 | Stowarzyszenie Dziennikarzy Polskich            | Syrenka Warszawska w kategorii filmu fabularnego | Stanisław Różewicz               |
| 1963 | Międzynarodowy Festiwal Filmowy w Mar del Plata | Nagroda aktorska                                 | Wanda Łuczycka                   |
| 1963 | Minister Kultury i Sztuki                       | Nagroda Ministra Kultury i Sztuki I stopnia      | Stanisław Różewicz               |
| 1963 | Minister Kultury i Sztuki                       | Nagroda Ministra Kultury i Sztuki II stopnia     | Tatiana CzechowskaWanda Łuczycka |